# William của Đan Mạch
Vương tôn William Henry của Đan Mạch, Công tước xứ Gloucester  (24 tháng 7 năm 1689 - 30 Tháng 7 năm 1700), là con trai của Vương nữ Anne, sau là Nữ vương Anh, Ireland và Scotland từ năm 1702, và chồng cô, Vương tử Jørgen của Đan Mạch, Công tước xứ Cumberland. Cậu là người con duy nhất của họ sống sót sau khi sinh. Được gọi là Công tước xứ Gloucester, William đã được nhìn nhận là người thừa kế đạo Tin Lành vì cậu sinh ra được coi như để củng cố các sự kế vị đạo Tin Lành được thành lập trong "Cách mạng Vinh quang" mà đã lật đổ ông ngoại là vị vua Công giáo James II của năm trước.